# Mýrdalshreppur
Pronunciação
Mýrdalshreppur é um município na Islândia. Em 2021 tinha uma população estimada em 758 habitantes.